# 第23回参議院議員通常選挙
第23回参議院議員通常選挙（だい23かいさんぎいんぎいんつうじょうせんきょ）は、2013年（平成25年）7月21日に日本で行われた国会（参議院）議員の選挙である。

## 概要

第23回参議院議員通常選挙の投票を呼び掛ける幟

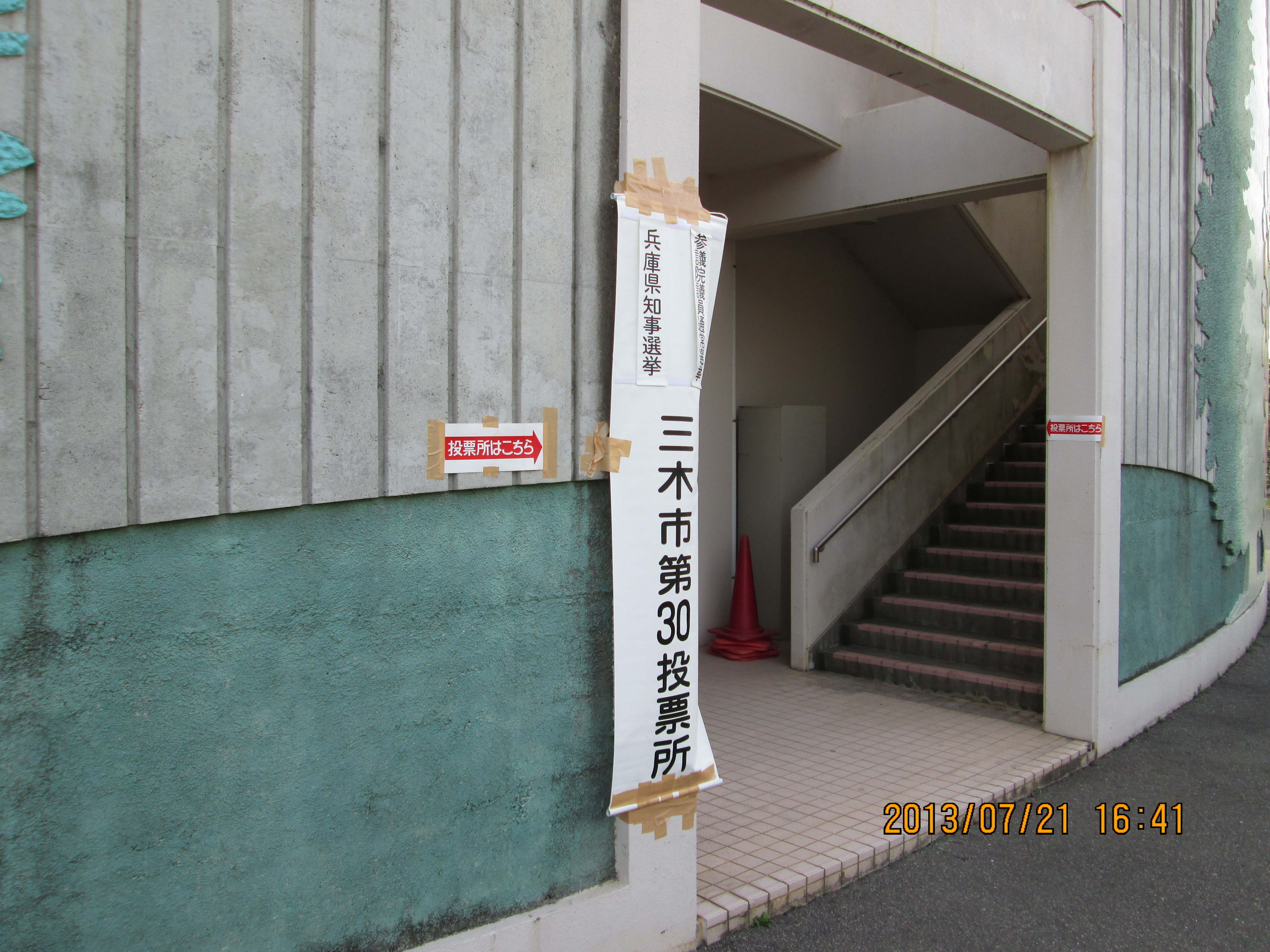
投票所

2012年（平成24年）12月16日に執行された第46回衆議院議員総選挙で自由民主党が政権を奪還して、初めての大型国政選挙である。
第21回参議院議員通常選挙以降、参議院では政権与党が過半数を下回るねじれ国会が続いており（2009年の第45回衆議院議員総選挙から2010年の第22回参議院議員通常選挙までの期間を除く）、非改選議員と合わせて与党が過半数を確保できるかが最大の焦点とされていた。
参議院の議員定数242人の半数、すなわち、2007年（平成19年）7月29日執行の第21回参院選で選出された選挙区73議席と比例代表48議席の合計121議席が当選挙での改選対象となる。第21回参院選は、自民党は第1次安倍内閣で大敗を喫しており、その後の退陣や2009年の政権交代にも繋がる契機となっただけに、安倍にとっては雪辱の舞台でもある。
12年に一度重なる東京都議会議員選挙との同年実施となる。当年の同選挙は6月23日に実施され、本参院選は約1か月後に行われた。
また、公職選挙法の改正により、以下の点が変更となった。
- 選挙区の改選数が一部変更され、神奈川・大阪が1人増で4人、福島・岐阜が1人減で1人となる。
- 2013年4月19日の改正により、「インターネット選挙運動」が認められることとなった。
- 同年5月27日の改正により、「成年被後見人の参政権」が回復した。

香川県高松市での開票において、票の不正操作が行われ、逮捕者を出す事態となった。

## 選挙データ

### 内閣
- 第2次安倍内閣（第96代）

### 公示日
- 2013年（平成25年）7月4日

### 投開票日
- 2013年（平成25年）7月21日
- 総務省発表（7月11日）によると、離島や山間地など全国11都道県81投票所で投票日を18日〜20日に繰り上げ。開票はいずれも21日。
  - 7月18日：鹿児島県（13か所）、7月19日：北海道など（9か所）、7月20日：長崎県など（59か所）。
  - また外務省は、在エジプト大使館での在外投票を「13日まで」から「7月11日まで」に繰り上げた[3]。

### 有権者数・投票率など
| 投票総数   | 有効投票数 | 無効投票数 | 無効投票率 |
| ---------- | ---------- | ---------- | ---------- |
| 54,797,598 | 53,072,477 | 1,725,121  | 3.15       |

総務省｜第23回参議院議員通常選挙結果
都道府県別投票総数、有効投票数、無効投票数（選挙区）より抜粋
- 期日前投票者数は、12,949,984人で、全有権者の12.36%にあたり、参議院議員通常選挙では過去最多であった[4]。
- 比例代表の無効票数は1,563,233であった。

### 選挙制度

#### 改選数
- 121（選挙区73・比例区48）

#### 定数の変更
2012年に選挙区定数の4増4減が行われた。大阪府、神奈川県がそれぞれ定数6から8（改選数は4）に増員され、福島県、岐阜県はそれぞれ定数4から2（改選数は1）に減員された。
- 選挙区
  - 小選挙区制 ‐ 改選数31
    - 1人区 - 31

  - 中選挙区制 ‐ 改選数42
    - 2人区 - 10（北海道・宮城・茨城・新潟・長野・静岡・京都・兵庫・広島・福岡）
    - 3人区 - 3（埼玉・千葉・愛知）
    - 4人区 - 2（大阪・神奈川）
    - 5人区 - 1（東京）
- 全国比例区
  - 非拘束名簿式比例代表制 ‐ 選出数48

### その他
- 立候補者433人 （地方区：251人・全国区：186人）

### 党派別立候補者数
| 党派                     | 党派                     | 党派                     | 候補者数 | 候補者数 | 候補者数 | 改選数    | 公示前 勢力 | 当選者数 |
| 党派                     | 党派                     | 党派                     | 合計     | 選挙区   | 比例     | 改選数    | 公示前 勢力 | 当選者数 |
| ------------------------ | ------------------------ | ------------------------ | -------- | -------- | -------- | --------- | ----------- | -------- |
| 民主党                   | 民主党                   | 民主党                   | 55       | 35       | 20       | 44        | 86          | 17       |
| 自由民主党               | 自由民主党               | 自由民主党               | 78       | 49       | 29       | 34        | 84          | 65       |
| 公明党                   | 公明党                   | 公明党                   | 21       | 4        | 17       | 10        | 19          | 11       |
| みんなの党               | みんなの党               | みんなの党               | 34       | 19       | 15       | 3         | 13          | 8        |
| 生活の党                 | 生活の党                 | 生活の党                 | 11       | 5        | 6        | 6         | 8           | 0        |
| 日本共産党               | 日本共産党               | 日本共産党               | 63       | 46       | 17       | 3         | 6           | 8        |
| 社会民主党               | 社会民主党               | 社会民主党               | 9        | 5        | 4        | 2         | 4           | 1        |
| みどりの風               | みどりの風               | みどりの風               | 8        | 5        | 3        | 4         | 4           | 0        |
| 日本維新の会             | 日本維新の会             | 日本維新の会             | 44       | 14       | 30       | 2         | 3           | 8        |
| 新党改革                 | 新党改革                 | 新党改革                 | 0        | 0        | 0        | 1         | 2           | 0        |
| 新党大地                 | 新党大地                 | 新党大地                 | 11       | 2        | 9        | 1         | 1           | 0        |
| 沖縄社会大衆党           | 沖縄社会大衆党           | 沖縄社会大衆党           | 1        | 1        | 0        | 1         | 1           | 1        |
| 幸福実現党               | 幸福実現党               | 幸福実現党               | 50       | 47       | 3        | 0         | 0           | 0        |
| 緑の党グリーンズジャパン | 緑の党グリーンズジャパン | 緑の党グリーンズジャパン | 10       | 1        | 9        | 0         | 0           | 0        |
| 維新政党・新風           | 維新政党・新風           | 維新政党・新風           | 3        | 3        | 0        | 0         | 0           | 0        |
| 財政再建党               | 財政再建党               | 財政再建党               | 1        | 1        | 0        | 0         | 0           | 0        |
| 埼玉の未来を創る会       | 埼玉の未来を創る会       | 埼玉の未来を創る会       | 1        | 1        | 0        | 0         | 0           | 0        |
| 世界経済共同体党         | 世界経済共同体党         | 世界経済共同体党         | 1        | 1        | 0        | 0         | 0           | 0        |
| スマイル党               | スマイル党               | スマイル党               | 1        | 1        | 0        | 0         | 0           | 0        |
| 減税日本                 | 減税日本                 | 減税日本                 | 1        | 1        | 0        | 0         | 0           | 0        |
| みたまやま政策研究会     | みたまやま政策研究会     | みたまやま政策研究会     | 1        | 1        | 0        | 0         | 0           | 0        |
| 打出党                   | 打出党                   | 打出党                   | 1        | 1        | 0        | 0         | 0           | 0        |
| 二十一世紀日本維新会     | 二十一世紀日本維新会     | 二十一世紀日本維新会     | 1        | 1        | 0        | 0         | 0           | 0        |
| 無所属                   | 無所属                   | 無所属                   | 27       | 27       | -        | 5         | 6           | 2        |
| 合計                     | 合計                     | 合計                     | 433      | 271      | 162      | 121 欠員5 | 237 欠員5   | 121      |

433人が立候補した。立候補者数は前回参議院選の437人（選挙区251人、比例区186人）を4人下回った。比例区において政党名での投票が可能となる「参議院名簿届出政党等」は、12団体であった。なお元衆議院議員の小林興起を代表とするつばさ日本、株式会社アイスターを支持母体とするなかよしの党、萱野茂二風谷アイヌ資料館の館長萱野志朗らによって結成されたアイヌ民族党、前回の参院選で東京都選挙区に党代表が立候補したあきつ新党は、最終的に候補の擁立を見送った。

## 選挙結果

選挙結果地図
LDP：自民党、NKP：公明党、DPJ：民主党
JRP：日本維新の会、JCP：日本共産党
YP：みんなの党、SDP：社会民主党
Okinawa Social Mass Party：社大党
Other/Independent：その他・無所属